# 王輝 (射擊運動員)
王輝（1970年1月6日—），河南人，中國射擊運動員，前香港射擊隊教練兼運動員。

## 生涯
王輝於15歲開始參與射擊活動，主項為25米標準手槍，個人最被成績是585環。王輝於1980年至1990年年代是中國隊的成員，於2001年開始成為港隊成員。
王輝曾於1990年的世界錦標賽得到25米標準手槍項目亞軍，並5奪全國冠軍，又於北京亞運贏得25米標準手槍個人與團體賽項目的金牌。
2002年東南亞射擊賽贏得25米標準手槍項目個人冠軍，1年後獲得個人與團體賽項目的冠軍。2005年再次獲得個人與團體賽項目的冠軍，並贏得了隊際速射項目冠軍。又在澳門東亞運贏得25米標準手槍項目個人項目金牌，為香港隊奪得東亞運的第一面射擊金牌，也是港隊於該屆賽事的第2面金牌，王輝也因此獲選為2005年香港傑出運動員之一。
2006年12月1日的多哈亞運開幕禮，擔任中國香港代表團持旗手，亦同時為首位非土生土長香港人擔任持旗手。